# Cinnamomum
A Cinnamomum a babérfélék családjába tartozó növénynemzetség, amelynek több mint kétszáz faja közül többet már az ókorban is fűszerek, illetve illetve illatszerek alapanyagaként hasznosítottak.

## Ismertebb fajok
- fahéjfa (Cinnamomum verum vagy C. zeylanicum), népies nevén ceyloni fahéj;
- kasszia (Cinnamomum aromaticum vagy C. cassia), más néven kínai fahéj;
- indonéz fahéj (Cinnamomum burmannii), más néven: jávai kasszia;
- vietnámi fahéj; (Cinnamomum loureirii), más néven: saigoni fahéj;
- kámforfa (Cinnamomum camphora);
- nepáli kámforfa (Cinnamomum glanduliferum);
- indiai babér (Cinnamomum tamala avagy Cinnamomum tejpata).